# Ахметьев, Владимир Петрович
Владимир Петрович Ахметьев (29 января [10 февраля] 1892, Москва — 2 октября 1959, Москва) — советский художник монументально-декоративного искусства, книжный иллюстратор. Муж скульптора Н. К. Вентцель.

## Биография

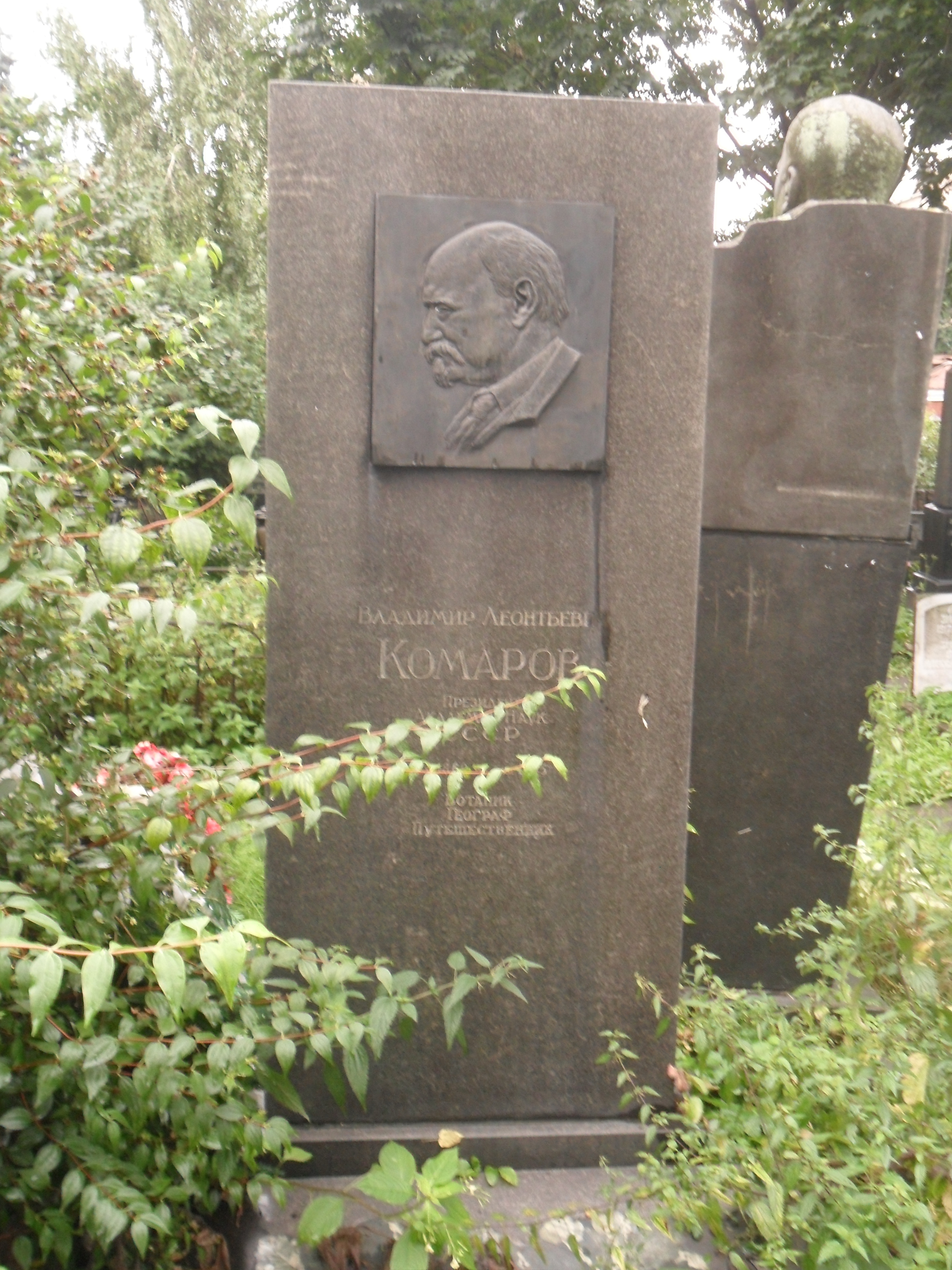
Надгробный памятник В. Л. Комарову на Новодевичьем кладбище

Владимир Ахметьев родился в Москве 29 января (10 февраля) 1892 года в Москве в семье учителя рисования Петра Владимировича Ахметьева. В 1911—1918 годах занимался в студии Ф. И. Рерберга в Москве. В 1939 году был главным художником Главного павильона ВСХВ в Москве, за что был награждён орденом Ленина.
В 1944 году вместе с женой Н. К. Вентцель и В. И. Мухиной выполнил декоративные барельефы на станции «Семёновская» Московского метрополитена. Исполнил мозаичные панно «Каменный цветок» (1944) и «Хозяйка Медной горы» (1948) по сказам П. П. Бажова. Автор портретов (двухстекольный витраж) корейской танцовщицы Ан Сон Хи (1952) и китайского художника Ци Байши (1954). Принимал участие в зарубежных выставках в ГДР, Франции, США и Италии.
По его эскизам был изготовлен ряд надгробий деятелям советской науки и культуры в Москве (например, памятник ботанику В. Л. Комарову на Новодевичьем кладбище).
Являлся директором Музея фарфора в Кусково. Совместно с П. Д. Кориным был инициатором создания мастерской облицовочного камня и мозаики при Московском метрополитене. В течение 9 лет избирался депутатом Московского городского совета.
Умер в Москве 2 октября 1959 года. В начале 1960-х годов Академия художеств организовала персональную выставку произведений Владимира Ахметьева.